# Кислоти
Кисло́ти, у класичному визначенні — електроліти, які при розчиненні в йонізуючому розчиннику (наприклад, у воді), дисоціюють з утворенням іонів водню (або протона Н+), таким чином знижуючи кислотність розчину до величини менше ніж pH 7,0.

## Загальний опис
У сучасній хімії зазвичай використовується інше, хоча й подібне визначення Брьонстеда і Лоурі, за яким кислоти означаються як хімічні сполуки, що є донорами протонів і приймають електрони для утворення іонних зв'язків. Кислоти вступають у реакції з основами, утворюючи солі, а також діють як розчинники. Сильні кислоти корозійні, розбавлені кислоти мають кислий або гострий смак, хоча в деяких органічних кислотах цей смак частково схований за іншими смаковими характеристиками.
Прикладами дисоціації кислот у водному розчині з утворенням Н+ є такі:
HCl  H+ + Cl-
HNO3  H+ + NO-
3
H2SO4  2H+ + SO2-
4
Атоми водню, що входять до складу молекул кислот і можуть відщеплюватись від молекул кислот при їх дисоціації у вигляді катіонів водню Н+, називаються кислотними атомами водню. Кислотні атоми водню в молекулах кислот можуть заміщатися атомами металів (або металоподібних груп, як NH4) з утворенням солей.
Атоми або групи атомів, що сполучені з кислотними атомами водню в молекулах кислот, називаються кислотними залишками. Так, атом хлору в хлоридній кислоті (точніше, аніон хлору Cl-) називається кислотним залишком хлоридної кислоти, група атомів NO3 в нітратній кислоті (точніше аніон NO-
3) є кислотним залишком нітратної кислоти, а група атомів SO4 (точніше аніон SO2-
4) —  в сульфатній кислоті.

## Оксигеновмісні та безоксигенові кислоти
Залежно від того, входить кисень до складу кислотного залишку чи не входить, кислоти поділяються на кисневі і безкисневі.
До найбільш вживаних кисневих кислот належать сульфатна (сірчана) кислота H2SO4, нітратна (азотна) кислота HNO3 і фосфатна (фосфорна) кислота H3PO4.
Кисневі кислоти можна розглядати також як гідроксиди (найчастіше неповні, або оксиди-гідроксиди) кислотних оксидів, тобто як продукти приєднання води до кислотних оксидів (ангідридів). їх зображають такою загальною формулою: n RxOy • m Н2О, де x і y залежать від валентності кислотоутворюючого елементу, а n і m — від типу кислоти. Наприклад:
SO3 + Н2О → SO3·Н2О, або SO2(ОН)2 (Сульфатна кислота Н2SO4)
Р2О5 + Н2О → Р2О5·Н2О, або 2РО2(ОН) (Метафосфатна кислота НРО3)
Р2О5 + 3Н2О → Р2О5·3Н2О, або 2РО(ОН)3 (Ортофосфатна кислота Н3РО4).
Однак гідроксидами (чи оксидами-гідроксидами) кислоти звичайно не називають, а терміном гідроксид користуються тільки для назв основ (гідроксидів металів) і амфотерних гідроксидів.
Прикладом найбільш вживаних безкисневих кислот можуть бути хлоридна (хлороводнева, або соляна) кислота HCl, бромідна кислота HBr, сульфідна (сірководнева) Н2S і інші кислоти.

## Основність кислот
Залежно від кількості кислотних атомів водню молекули кислот поділяються на одноосновні, двоосновні, триосновні тощо. Наприклад, хлоридна кислота HCl — одноосновна, сульфатна кислота H2SO4 — двоосновна, фосфатна кислота H3PO4 — триосновна тощо.

## Структурні формули
При складанні структурних формул кислот слід мати на увазі, що кислотні атоми водню в молекулах кисневих кислот зв'язані не безпосередньо з атомом кислотоутворюючого елементу, а через кисень. Це треба пам'ятати, бо є чимало кислот, основність яких не збігається з кількістю атомів водню у складі їх молекул. Так, до складу ацетатної кислоти (оцтової кислоти) входять чотири атоми водню, хоч вона одноосновна. Останнє пояснюється тим, що в молекулі цієї кислоти тільки один атом водню сполучений з атомом вуглецю через кисень, а три атоми зв'язані безпосередньо з атомом вуглецю. Тому при дисоціації молекула ацетатної кислоти відщеплює лише один катіон водню, який може заміщатися катіоном металу з утворенням солі:
{\displaystyle \mathrm {CH_{3}COOH\leftrightarrows CH_{3}COO^{-}+H^{+}} }
На відміну від кисневих, у молекулах безкисневих кислот кислотні атоми водню зв'язані безпосередньо з атомами кислотоутворюючого елементу. Зазвичай кислотоутворюючий елемент належить до галогенів чи халькогенів, але можливі галогензамінні групи (HCN — синильна кислота). Для прикладу наведемо структурні формули деяких кислот:
```
     Н
2
S               Н
2
SO
4
            H
3
PO
4
               СН
3
СООН
```

```
                        Н—О   О           Н—О                   Н  О
      H- S                 \ //              \                  | //
         |                  S	          Н—О—Р → О           Н—С—С
         H                 / \\              /                  |  \
                        H—O   O           H—O                   H   O—H
Сульфідна кислота	Сульфатна кислота Фосфатна кислота Ацетатна кислота
```

## Номенклатура
Назви кислот найкраще виводити від міжнародних назв кислотних залишків. При цьому для кисневих кислот у випадку проявлення кислотоутворюючим елементом найвищої можливої валентності назва кислоти має закінчення -атна, наприклад:
HNO3 — нітратна кислота (азотна)
Н2SO4 — сульфатна кислота (сірчана)
Н3РО4 — ортофосфатна кислота (фосфорна)
НРО3 — метафосфатна кислота
Н2СО3 — карбонатна кислота (вугільна)
Н3ВО3 — боратна кислота (борна)
Якщо ж кислотоутворюючий елемент проявляє в молекулі даної кислоти нижчу позитивну валентність, то назва кислоти має закінчення -итна або -ітна. Наприклад:
HNO2 — нітритна кислота (азотиста): Н2SO3 — сульфітна кислота (сірчиста)
Назви безкисневих кислот у таких випадках мають закінчення -идна або -ідна. Наприклад:
HCl — хлоридна кислота (хлороводнева, або соляна): HI — йодидна кислота (йодоводнева): HBr — бромідна кислота (бромоводнева): H2S — сульфідна кислота (сірководнева)

## Властивості
Деякі кислоти при звичайних умовах являють собою рідини, наприклад нітратна HNO3 і сульфатна Н2SO4 кислоти, а деякі — тверді речовини, як фосфатна кислота Н3РО4, боратна Н3ВО3 і ін.
Більшість кислот добре розчиняється у воді, але деякі практично не розчиняються (наприклад, силікатна кислота H2SiO3).
Водні розчини кислот відзначаються кислим смаком, руйнують рослинні і тваринні тканини і змінюють забарвлення індикаторів, зокрема забарвлюють лакмус у червоний колір.
Ці спільні властивості усіх кислот обумовлюються наявністю в їх розчинах іонів водню.
Хімічні властивості кислот визначаються їх відношенням до основ і основних оксидів. Найхарактернішою властивістю їх є здатність вступати з основами в реакції нейтралізації.
Наприклад:
HCl + NaOH → NaCl + H2O
3H2SO4 + 2Al(OH)3 → Al2(SO4)3 + 6Н2О
З основними і амфотерними оксидами кислоти теж утворюють солі:
2HNO3 + MgO → Mg(NO3)2 + H2O
3H2SO4 + Al2O3 → Al2(SO4)3 + 3H2O
Крім того, кислоти взаємодіють і з активними металами (що стоять в електрохімічному ряду напружень лівіше від водню) з утворенням солі і виділенням водню (з нітратної кислоти водень не виділяється). Наприклад:
2HCl + Zn → ZnCl2 + H2 ↑
3H2SO4(розбавлена) + 2Al → Al2(SO4)3 + 3H2 ↑

## Одержання
Кислоти, як і основи, можна добувати різними способами.
1. Безпосереднім сполученням ангідридів з водою:
SO3 + Н2О → Н2SO4
N2O5 + Н2О → 2HNO3
Цим способом можна одержувати кислоти тільки в тому випадку, коли ангідрид безпосередньо взаємодіє з водою. При цьому слід мати на увазі, що при одержанні деяких кислот залежно від умов одна молекула ангідриду може реагувати з одною, двома і більше молекулами води. Внаслідок цього молекула утворюваної кислоти може містити різну кількість атомів водню і кисню, хоч валентність кислотоутворюючого елементу залишається тою ж самою. Якщо кислота утворюється внаслідок взаємодії одної молекули ангідриду з одною молекулою води, то до назви кислоти додається префікс мета-, а коли на одну молекулу ангідриду припадає дві або три молекули води, то додається префікс орто-.
Наприклад:
Р2О5 + H2O → 2НРО3 метафосфатна кислота: Р2О5 + 3Н2О → 2Н3РО4 ортофосфатна кислота
2. Взаємодією кислот з солями. Цим способом можна користуватися тоді, коли одержувана кислота є леткою або нерозчинною. Наприклад:
Н2SO4 + 2NaCl → Na2SO4 + 2HCl ↑ (при нагріванні): H2SO4 + Na2SiO3 → Na2SO4 + H2SiO3 ↓
3. Безкисневі кислоти можна одержувати як їх витісненням з солей іншими кислотами, так і безпосереднім сполученням елементів з наступним розчиненням одержуваних кислот у воді.
Наприклад:
FeS + 2HCl → FeCl2 + H2S ↑
Н2 + Cl2 → 2HCl
В техніці для добування хлоридної кислоти користуються останнім способом.